# Nice Guys Finish First
Nice Guys Finish First (dt.: Nette Jungens kommen als erste an) ist eine britische Fernsehdokumentation, die von Richard Dawkins 1986 veröffentlicht und von der BBC ausgestrahlt wurde. Dawkins führt auch als Interviewer und Erzähler durch den Film. Er beschreibt die Auswirkungen der Evolution auf altruistisches Verhalten. Behandelt und erläutert werden u. a. die Spieltheorie, das Prinzip „Tit for Tat“ und das Gefangenendilemma.
Das zwölfte Kapitel in Dawkins Buch Das egoistische Gen heißt ebenfalls Nice Guys Finish First und erläutert Ähnliches wie der Film.

## Inhalt
In der ersten Szene vergleicht der Film das Verhalten im freien Kapitalismus mit Duellen im Tierreich. Dabei wird auch Margaret Thatcher eingeblendet.
Am Anfang reagiert Richard Dawkins auf die Kritik, die an seinem ersten Buch Das egoistische Gen geübt wurde. Insbesondere kritisiert er, wie Konservative und Rechtsradikale diese wissenschaftlichen Erkenntnisse als Rechtfertigung für Sozialdarwinismus und Laissez-faire-Politik im Kapitalismus verwenden.
Die Konzeption des inversen Altruismus ist ein zentrales Thema dieser Dokumentation. Dawkins prüft auch die Tragik der Allmende. Am Beispiel von Port Meadow, Oxford, veranschaulicht er diese Theorie. Er veranschaulicht die Gedanken der Spieltheorie, indem 14 Akademiker mit eigenen Computerprogrammen an einem Turnier teilnehmen. Gewinner war der Teilnehmer, der nach dem Prinzip Tit for Tat vorging. Deren wichtigste Prinzipien wurden von Dawkins erläutert:
1. Sofern er nicht provoziert wird, wird der Spieler immer mit anderen zusammenarbeiten.
2. Wenn er provoziert wird, wird der Spieler zurückschlagen.
3. Der Spieler kann schnell verzeihen.
4. Der Spieler muss eine gute Chance haben, im Wettbewerb gegen die Gegner mehrmals anzutreten.

In einem zweiten Versuch mit über sechzig Bewerbern, gewann Tit for Tat wieder.
Dawkins veranschaulicht das Prinzip „Tit for Tat“ auch an einem Fußballspiel: Am letzten Spieltag der englischen Football League First Division 1976/77 waren Sunderland, Bristol und Coventry (alle punktgleich) vom Abstieg bedroht. Beide Spiele fanden um fünf Minuten zeitversetzt statt. Nachdem es zwischen Coventry und Bristol unentschieden stand und man erfahren hatte, dass Sunderland verloren hatte, einigten sich Bristol und Coventry darauf, den Ball unmotiviert hin- und herzuschieben und so den Abstieg zu verhindern.